# Boojil
Boojil（ブージル、1984年 - ）は、日本の女性イラストレーター、エッセイストである。

## 人物・来歴
- 横浜市生まれ。
- 2004年からイラストレーターとして活動を開始。自ら海外ひとり旅を趣味としており、その経験談を「おかっぱちゃん旅に出る」というイラストエッセーにまとめている。他に雑誌、広告などにイラストを出稿。
- 2009年、由紀さおりの40周年記念アルバムのジャケットを担当した。
- 2010年、イラストエッセー「おかっぱちゃん旅に出る」が自らの主演で大阪電気通信大学のインターネットテレビ番組でドラマ化（全8回）された。また同作品は『劇場版 おかっぱちゃん旅に出る』として映画化され、東京では2010年12月に上映。後にDVDを発売した。
- 2011年、UNIQLOがバングラデシュを支援するプロジェクト「The Value of $1」ではベンガル語が学べるTシャツ、テキストブック、アプリのイラストを担当。
- 2012年、NHK青山ワンセグ開発にて、「かるくノンフィクション型 旅アニメ おかっぱちゃん旅に出る」が放送。田原総一朗とアンガールズの左ヒラメに右カレイに、3000P差で勝者に。4月期で1位を獲得。見事最終決戦でもお笑い芸人サバンナの理科実験番組 "リカゲキ" に勝利し、レギュラー番組放送が決定。
- 2013-2014年、NHK総合「妄想ニホン料理」ではタイトルデザイン、スタジオセット、番組中のアートワークを全て担当している。

### 著書
- イラストエッセイ「おかっぱちゃん旅に出る」（2009年）
- コミックエッセイ「おかっぱちゃんの好きになる人 難あり男子」（2011年）
- 小学館 falo「おかっぱちゃん旅に出る」連載

### イラスト
- UNIQLO バングラデシュ支援プロジェクト「The Value of $1」（2011年） - Tシャツ、テキストブック、アプリのイラスト担当。
- NHK「妄想ニホン料理」(第1回放送：2012年12月・第2回放送：2013年3月)-異文化交流クッキングバラエティー。
  - オープニングアニメのキャラクターデザインを始め、タイトル文字のデザイン、出演者の似顔絵やコーナータイトルデザインを担当。
- 国立民族学博物館「みんぱく」オリジナルグッズのイラストを担当。デザイナーは岡本健。

### ジャケットデザイン
- 由紀さおり 芸能40周年記念アルバム「いきる」（2009年）
- おおはた雄一「 トロピカル コンピューター」（2010年）
- 東日本大地震救済支援コンピレーション・アルバム「Play for Japan vol.7〜vol.10」（2011年）
- 青谷明日香「異端児の城」（2012年）
- 青谷明日香「冬の神様」（2014年）

## 出演

### インターネットドラマ
- 「おかっぱちゃん旅に出る」（2010年、制作：大阪電気通信大学チャンネル（電ch!) / 主演：Boojil）

### 映画
- 「劇場版 おかっぱちゃん旅に出る」（2010年、主演：Boojil / 監督：ナガタタケシ / プロデューサー：寺山直哉 / 脚本：いしぜきひでゆき）

### アニメ
- NHK・Eテレ「かるくノンフィクション型 旅アニメ おかっぱちゃん旅に出る」 - （2012年、出演：Boojil（声）、小田晃生（声・主題歌）/ プロデューサー：中川 憲 / 監督：田中のぞみ / 脚本：秋山竜平）